# Mitologia celtică
Mitologia celtică reprezintă setul de credințe religioase și de mituri specifice celților antici. Popoarele grupate sub numele de celți sunt originare din regiunile situate în Europa Centrală. Începând cu secolul al VIII-lea î.Hr., ei au început să se deplaseze și să ocupe alte ținuturi. Pe parcursul unor serii de invazii, ce au avut loc între secolele al VIII-lea și al III-lea î.Hr., celții vor ocupa un imens teritoriu ce se întindea din Europa Occidentală până în Balcani.
Miturile celților evocă un univers misterios în care se vorbește despre limbajul secret al druizilor, despre luptele dintre animalele mitice sau despre fatalitatea iubirii. Valorile acestui univers sunt dreptatea și curajul, fără a fi uitat, însă, umorul. Dezvoltată în Epoca Fierului, religia celților este o politeistă, la fel ca celelalte religii europene din acea perioadă. Pentru celții aflați în sfera de influență a Romei, cum sunt galii și celtiberii, mitologia celtică nu a supraviețuit Imperiului Roman, apoi răspândirii creștinismului și decăderii limbilor celtice. În mod ironic, ceea ce știm despre credințele celților se datoreză în primul rând surselor romane și creștine. În contrast, celții care și-au păstrat identitatea politică și lingvistică (cei din Insulele Britanice, de exemplu) au  transmis cel puțin rămășițe ale mitologiei înainașilor lor din Epoca Fierului, care au fost adesea menționate în scris în timpul Evului Mediu.